# Способный (эсминец, 1939)
«Способный» — эскадренный миноносец проекта 7-У Черноморского флота ВМФ СССР.

## Строительство
Корабли данного проекта разрабатывались конструкторским бюро Северной судостроительной верфи под общим руководством главного конструктора Н. А. Лебедева и наблюдением представителя ВМФ А. Э. Цукшвердта.
Корабль был заложен как «Подвижный» 17 июля 1936 года в Николаеве на заводе № 200 (имени 61 коммунара) по проекту 7 с заводским номером 1075. 7 марта 1939 года эсминец был перезаложен по проекту 7У, и спущен на воду 30 сентября 1939 года . 25 сентября 1940 года корабль был переименован в «Способный». Эсминец проходил швартовые испытания в январе 1941 года, при этом был поврежден льдом (помята обшивка правого борта между 76-м и 170-м шпангоутами), а при буксировке ледоколом посажен на мель. После ремонта в Одессе только 1 марта корабль прибыл в Севастополь для проведения заводских испытаний. 13 апреля начались государственные приемные испытания «Способного», завершившиеся 22 июня .

## История службы

### 1941 год
22 июня 1941 года «Способный» встретил под командованием капитана 3 ранга Евгения Андриановича Козлова  на достройке у стенки завода № 201 в Севастополе. 24 июня «Способный» вошёл в состав Черноморского флота, Эскадра Черноморского флота, 3-й дивизион эсминцев Отряда лёгких сил. Носил тактический номер 14.
С 4 сентября эсминец включился в оборону Одессы, эскортируя транспорты, перевозя грузы и людей, а 7—11 сентября поддержал огнём обороняющиеся войска. В частности, 7 сентября он израсходовал 28 снарядов, а 11 сентября — 49 снарядов. Всего за время участия в обороне Одессы эсминец выпустил по войскам и самолётам противника 77 130-мм, 64 76-мм, 135 45-мм снарядов и 357 12,7-мм пуль .
С ноября «Способный» включился в оборону Севастополя, эскортируя транспорты, перевозя грузы и людей, поддерживая огнём обороняющиеся войска. Так, с этой целью израсходовал 4 декабря — 56 снарядов, 5 декабря — 63, 6 декабря — 17, 7 декабря — 94, 8 декабря — 59, 23 декабря — 80 и 24 декабря — 191. 27 ноября в 8-балльный шторм «Способный» получил ряд повреждений (появились трещины на котельном кожухе и в настиле верхней палубы в районе 180-го шпангоута, лопнули отделочные угольники заклепочных швов, смялись трубы судовой вентиляции и т. п.). В декабре «Способный» активно участвовал в обстрелах немецких позиций под Севастополем. Так, с 4 по 8 декабря он выпустил 292 130-мм снаряда, 23-24 декабря — 329. 29—31 декабря входил в состав отряда охранения второго отряда транспортов в ходе Керченско-Феодосийской десантной операции .

### 1942 год
6 января 1942 года с 5.40 до 8.00 эсминец высадил усиленный батальон 226-го горнострелкового полка (217 человек)  у мыса Чеканный на Судакском рейде, после чего с 9.21 до 9.50 обстрелял Судак, израсходовав 95 снарядов (см. Судакский десант).
8 января корабль взял на борт 300 десантников и в 18.10 вышел из Новороссийска в Феодосию. В 19.07 на траверзе мыса Мысхако эсминец подорвался на советском оборонительном минном заграждении. Носовая часть эсминца до 41-го шпангоута задралась вверх примерно на 70 градусов, затем оторвалась и затонула. Вместе с ней погибло 106 человек — 20 членов экипажа и 86 десантников. «Способный», шедший 24-узловым ходом, продолжал двигаться по инерции; напором воды разрушило водонепроницаемую переборку на 41-м шпангоуте, и все отсеки до 58-го шпангоута были затоплены. На корабле погас свет. Хотя котлы и турбины эсминца остались целыми, ветер и волны сильно затрудняли движение кормой вперед. Только после полуночи поврежденный «Способный» был взят на буксир эсминцем «Незаможник» и приведен в Новороссийск. Результаты осмотра повреждений оказались неутешительными. Носовая часть вместе с первым 130-мм орудием утеряна, набор корпуса до 48-го шпангоута полностью разрушен. В районе 179 — 181-го и 190 — 191-го шпангоутов на всех палубах образовались большие гофры. В корпусе появилось множество трещин. Нарушилась центровка гребных валов. Левый винт зацепился за тонущую носовую часть и потерял две лопасти. 10 апреля в 12.35 при стоянке в Новороссийске от близких разрывов авиабомб повреждены артиллерийские установки и торпедные аппараты, получено много пробоин в левом борту, у 130-мм орудия № 3 сдетонировали 4 шрапнельных снаряда, находившихся в кранцах первых выстрелов, вспыхнул пожар. Практически все приборы и радиоаппаратура оказались разбиты, оборвались трубопроводы, вышел из строя дизель-генератор, убиты 34 и ранены 67 человек. 23 апреля на буксире у эсминца «Незаможник», «Способный» переведен в Туапсе. Буксировка выполнялась кормой вперед со скоростью 8 — 9 узлов. К ремонту «Способного» приступил эвакуированный из Севастополя завод № 201. 24 июня на нём начали изготавливать новую носовую часть. 17 июля командиром корабля назначается капитан 3 ранга Аркадий Николаевич Горшенин. Но завершению работ помешало немецкое наступление на Кавказ. Завод снова пришлось срочно перебазировать, а эсминец 12 августа на буксире у спасательного судна «Меркурий» переведен в Поти.
7 сентября на судне «Алтай» в Поти доставили изготовленную носовую часть. Стыковку корпуса «Способного» с новой оконечностью завершили к концу года. 29 декабря корабль был выведен из дока. Полностью ремонт закончили в мае 1943 года. В процессе восстановления существенно модернизировали зенитное и противолодочное вооружение эсминца. 45-мм полуавтоматы 21-К заменили на 37-мм автоматические пушки 70-К; ещё две пушки 70-К дополнительно установили на средней надстройке. На кормовой надстройке разместили 2 спаренных крупнокалиберных пулемета «Кольт-Браунинг», на юте 2 бомбомета БМБ-1. Вместо шумопеленгаторов смонтировали английский гидролокатор «Асдик» («Дракон-128С»); рубку оператора сонара установили на верхнем мостике слева от командно-дальномерного поста. По чертежам ЦКБ-17 выполнили подкрепления корпуса в носу, в районе 175 — 187-го шпангоутов и у транца. Кроме того, в районе 26 — 27-го шпангоутов по левому борту сделали люк для аварийного выхода из офицерской кают-компании  .

### 1943 год
В середине мая 1943 года вошёл в строй после восстановительного ремонта. Летом-осенью 1943 года «Способный» обеспечивал межбазовые переходы транспортов и боевых кораблей, сопровождал крейсер «Красный Кавказ», 26 августа вместе с эсминцами «Сообразительный» и «Бойкий» вышел из Батуми на минную постановку у вражеских берегов, но в море был обнаружен немецким самолётом-разведчиком, после чего операцию решили отменить, и корабли вернулись в базу.
5 октября 1943 года вышел совместно с лидером «Харьков» и эсминцем «Беспощадный», задачей отряда являлось нанесение удара по портовым сооружениям Феодосии и Ялты, а также уничтожение находившихся там десантных судов. Возглавлял отряд командир 1-го дивизиона эсминцев капитан 2 ранга Г. П. Негода. Эсминцы были своевременно обнаружены самолётами-разведчиками противника и от выполнения боевой задачи отказались, начав возвращение в базу. На подходе к Феодосии, в 5.30 6 октября, отряд был атакован торпедными катерами S-28, S-42 и S-45. При этом во время отражения атаки германских торпедных катеров в один из них — S-45 — попал 37-мм снаряд. Поняв, что скрытно провести операцию не удалось, Негода принял решение отказаться от обстрела Феодосии, ограничившись бомбардировкой Ялты, куда был направлен «Харьков». Повернувшие на юг «Способный» и «Беспощадный» в районе мыса Меганом встретились ещё с двумя немецкими торпедными катерами — S-51 и S-52. Противники обнаружили друг друга совершенно неожиданно; немцы сымитировали атаку и ушли к берегу, преследовать их эсминцы не стали. В 7.15 к эсминцам присоединился вернувшийся после обстрела Ялты «Харьков», и отряд в полном составе лег на обратный курс .
С 8.37 корабли подверглись ряду последовательных ударов пикирующих бомбардировщиков, в результате которых сначала лидер, а затем в 11.50 «Беспощадный» лишились хода. «Способный» начал поочередную буксировку «Беспощадного» и «Харькова». В 14.25 во время третьей атаки авиации противника «Способный» успевает отойти от тонущего «Беспощадного», получившего четыре прямых попадания, но от близких разрывов бомб на 30—40 мин теряет ход. После потопления в 15.37 лидера, «Способный» ложится в дрейф и начинает подбирать личный состав «Харькова», а затем возвращается к месту гибели «Беспощадного», но успевает поднять из воды только двух человек. Атака пикирующих бомбардировщиков прервала спасательную операцию, «Способный» получил 3 прямых попадания 250-кг авиабомбами: в 1-е машинное отделение и в кубрики личного состава в районе 18-го и 41-го шпангоутов. Через 20 минут после начала налета, в 18.35, «Способный» затонул с дифферентом на нос и креном 3 градуса на правый борт. Торпедные и сторожевые катера, а также гидросамолеты подобрали с воды 123 человека. Погибло 780 моряков. Потеря трех кораблей привела к тому, что все крупные корабли Черноморского флота были переведены в резерв Ставки Верховного Главнокомандующего. Больше в боевых действиях они не участвовали  .

## Командиры
В годы войны «Способным» командовали капитан 3 ранга Евгений Андрианович Козлов (до 14 июля 1942 года) и капитан 3 ранга Аркадий Николаевич Горшенин (до 6 октября 1943 года).